# 侯秩
侯秩（1486年—1540年），字季常，號平丘，直隸大名府開州長垣縣人，明朝政治人物。

## 生平
正德八年（1513年）癸酉科順天府鄉試第二十一名舉人。正德十二年（1517年）中式丁丑科會試第三百二十九名，登第三甲第四十二名進士。兵部观政，初授山西曲沃县知县，擢江西道試監察御史，丁母忧归。服阕，嘉靖四年（1525年）五月复除江西道，十一月因疏荐谢迁、彭泽，忤上意，降二级调远方用，寻补四川富顺县县丞。後以桂萼疏荐起用，起复长沙府同知，嘉靖九年（1530年）升扬州府知府，十四年三月升陕西按察司副使、兵备肅州，十六年正月升本省右参政，因托疾久不赴任，被抚按官奏之，七月诏令致仕。卒年五十五。

## 家族
原籍河南項城，洪武初髙祖侯仲禮徙居長垣柳村。曾祖侯三；祖父侯俊；父侯宣，曾任義官。前母唐氏；母張氏。慈侍下。兄侯隆、侯福。子：侯崞、侯萊。